# Rhyncomya peraequa
Rhyncomya peraequa är en tvåvingeart som beskrevs av Villeneuve 1929. Rhyncomya peraequa ingår i släktet Rhyncomya och familjen Rhiniidae. Inga underarter finns listade i Catalogue of Life.